# كلارا غونزاليس
كلارا غونزاليس (بالإسبانية: Clara González de Behringer)‏ هي قاضية ومحامية بنمية، ولدت في 11 سبتمبر 1900 في Remedios, Chiriquí ‏ في بنما، وتوفيت في 11 فبراير 1991 في بنما في بنما.